# The Day Is My Enemy (singolo)
The Day Is My Enemy è un singolo del gruppo musicale britannico The Prodigy, pubblicato il 27 gennaio 2015 come secondo estratto dall'album omonimo.

## Descrizione
Si tratta dell'ultimo brano composto per l'album. In un'intervista concessa a BBC Radio 6 Music, Liam Howlett ha spiegato che l'idea per The Day Is My Enemy è giunta quando un suo amico, Olly Burden, gli ha presentato un riff di chitarra da lui composto, il quale sarebbe divenuto la base principale del brano finale. Howlett ha avuto un'idea per un brano e ha chiesto il permesso per l'utilizzo del riff, trovando il risultato abbastanza buono per essere impiegato come brano d'apertura.
Il brano include inoltre della batteria aggiuntiva eseguita dalla drum and bugle corps svizzera Top Secret Drum Corps.

## Video musicale
Il 7 maggio 2015 i The Prodigy hanno annunciato la pubblicazione di un video dal vivo del brano filmato durante il concerto tenuto dagli stessi presso il Future Music Festival in Australia. Il videoclip è stato reso disponibile nello stesso giorno.

## Tracce
Download digitale
1. The Day Is My Enemy – 4:24

CD promozionale (Regno Unito)
1. The Day Is My Enemy (LH Edit) – 3:37
2. The Day Is My Enemy (Liam H Remix feat Dope D.O.D.) (Clean) – 2:55
3. Shut 'Em Up (The Prodigy vs Public Enemy vs Manfred Mann) – 4:12

Download digitale – remix, 12"
1. The Day Is My Enemy (Bad Company UK Remix) – 4:02

## Formazione
Gruppo
- Liam Howlett – sintetizzatore, programmazione
- Maxim – voce

Altri musicisti
- MTB – voce
- Paul "Dirtcandy" Jackson – voce
- Top Secret Drum Corps – batteria

Produzione
- Liam Howlett – produzione, missaggio
- Neil McLellan – produzione, missaggio
- John Davis – mastering